# Alicia macrodisca
Alicia macrodisca är en tvåhjärtbladig växtart som först beskrevs av José Jéronimo Triana och Planch., och fick sitt nu gällande namn av W.R.Anderson. Alicia macrodisca ingår i släktet Alicia och familjen Malpighiaceae. Inga underarter finns listade i Catalogue of Life.